# Szwecja na Zimowych Igrzyskach Olimpijskich 2022
Szwecja na Zimowych Igrzyskach Olimpijskich 2022 – występ kadry sportowców reprezentujących Szwecję na igrzyskach olimpijskich, które odbyły się w Pekinie, w Chińskiej Republice Ludowej, w dniach 4–20 lutego 2022 roku.
Reprezentacja Szwecji liczyła stu osiemnaścioro zawodników – pięćdziesiąt cztery kobiet i sześćdziesięciu czterech mężczyzn.
Był to dwudziesty czwarty start Szwecji na zimowych igrzyskach olimpijskich.

## Zdobyte medale
Szwedzi zdobyli 18 medali – 8 złotych, 5 srebrnych i 5 brązowych. Po 4 medale zdobyli biathloniści, biegacze narciarscy i narciarze dowolni, 3 curlerzy, 2 łyżwiarz szybki i 1 narciarka alpejska. W każdej z tych sześciu dyscyplin Szwedzi zdobyli co najmniej 1 medal złoty.
Był to najlepszy wynik w dotychczasowej historii startów Szwecji na zimowych igrzyskach olimpijskich. Szwedzi pobili swój poprzedni rekord wszech czasów z Zimowych Igrzyskach Olimpijskich 2018 w Pjongczangu.
Najbardziej utytułowanym szwedzkim zawodnikiem igrzysk został łyżwiarz szybki Nils van der Poel – zdobywca dwóch złotych medali.
| Medal  | Zawodnik                                                                      | Dyscyplina            | Konkurencja               | Rezultat                                                                    | Data      |
| ------ | ----------------------------------------------------------------------------- | --------------------- | ------------------------- | --------------------------------------------------------------------------- | --------- |
| Złoto  | Walter Wallberg                                                               | Narciarstwo dowolne   | jazda po muldach mężczyzn | 83,23                                                                       | 5 lutego  |
| Złoto  | Nils van der Poel                                                             | Łyżwiarstwo szybkie   | 5000 m                    | 6:08,84                                                                     | 6 lutego  |
| Złoto  | Sara Hector                                                                   | Narciarstwo alpejskie | slalom gigant             | 1:55,69                                                                     | 7 lutego  |
| Złoto  | Jonna Sundling                                                                | Biegi narciarskie     | sprint kobiet             | 3:09,68                                                                     | 8 lutego  |
| Złoto  | Nils van der Poel                                                             | Łyżwiarstwo szybkie   | 10 000 m                  | 12:30,74                                                                    | 11 lutego |
| Złoto  | Linn Persson Mona Brorsson Hanna Öberg Elvira Öberg                           | Biathlon              | sztafeta kobiet           | 1:11:03,9                                                                   | 16 lutego |
| Złoto  | Sandra Näslund                                                                | Narciarstwo dowolne   | skicross kobiet           |                                                                             | 17 lutego |
| Złoto  | Niklas Edin Oskar Eriksson Rasmus Wranå Christoffer Sundgren Daniel Magnusson | Curling               | turniej mężczyzn          | w finale pokonali zespół Wielkiej Brytanii 5:4                              | 19 lutego |
| Srebro | Maja Dahlqvist                                                                | Biegi narciarskie     | sprint kobiet             | 3:12,56                                                                     | 8 lutego  |
| Srebro | Elvira Öberg                                                                  | Biathlon              | sprint kobiet             | 21:15,2                                                                     | 11 lutego |
| Srebro | Elvira Öberg                                                                  | Biathlon              | bieg pościgowy kobiet     | 36:23,4                                                                     | 13 lutego |
| Srebro | Jonna Sundling Maja Dahlqvist                                                 | Biegi narciarskie     | sprint drużynowy kobiet   | 22:10,02                                                                    | 16 lutego |
| Srebro | Martin Ponsiluoma                                                             | Biathlon              | bieg masowy mężczyzn      | 38:54,7                                                                     | 18 lutego |
| Brąz   | Almida de Val Oskar Eriksson                                                  | Curling               | turniej par mieszanych    | w meczu o brązowy medal zespół Szwecji pokonał zespół Wielkiej Brytanii 9:3 | 8 lutego  |
| Brąz   | Henrik Harlaut                                                                | Narciarstwo dowolne   | big air mężczyzn          | 181,00                                                                      | 9 lutego  |
| Brąz   | Maja Dahlqvist Ebba Andersson Frida Karlsson Jonna Sundling                   | Biegi narciarskie     | sztafeta kobiet           | 54:01,7                                                                     | 12 lutego |
| Brąz   | Jesper Tjäder                                                                 | Narciarstwo dowolne   | slopestyle mężczyzn       | 85,35                                                                       | 16 lutego |
| Brąz   | Anna Hasselborg Sara McManus Agnes Knochenhauer Sofia Mabergs Johanna Heldin  | Curling               | turniej kobiet            | w meczu o brązowy medal pokonały zespół Szwajcarii 9:7                      | 19 lutego |

## Reprezentanci

### Biathlon
| Zawodnik                                                          | Konkurencja                | Czas                                      | Strzelanie                           | Miejsce | Źródło |
| ----------------------------------------------------------------- | -------------------------- | ----------------------------------------- | ------------------------------------ | ------- | ------ |
| Mona Brorsson                                                     | bieg indywidualny kobiet   | 45:43.1                                   | 1 (1+0+0+0)                          | 12.     | [ 1 ]  |
| Mona Brorsson                                                     | bieg masowy kobiet         | 43:37.4                                   | 6 (2+1+2+1)                          | 21.     | [ 1 ]  |
| Peppe Femling                                                     | bieg indywidualny mężczyzn | 53:43.6                                   | 2 (1+0+0+1)                          | 40.     | [ 2 ]  |
| Peppe Femling                                                     | sprint mężczyzn            | 26:58.5                                   | 3 (2+1)                              | 64.     | [ 2 ]  |
| Anna Magnusson                                                    | bieg pościgowy kobiet      | 40:59.9                                   | 6 (1+3+0+2)                          | 46.     | [ 3 ]  |
| Anna Magnusson                                                    | sprint kobiet              | 21:50.2                                   | 0 (0+0)                              | 7.      | [ 3 ]  |
| Jesper Nelin                                                      | bieg indywidualny mężczyzn | 55:49.7                                   | 5 (0+2+0+3)                          | 64.     | [ 4 ]  |
| Jesper Nelin                                                      | bieg pościgowy mężczyzn    | 44:02.3                                   | 4 (1+0+1+2)                          | 31.     | [ 4 ]  |
| Jesper Nelin                                                      | sprint mężczyzn            | 26:43.6                                   | 4 (3+1)                              | 55.     | [ 4 ]  |
| Stina Nilsson                                                     | DNS                        | DNS                                       | DNS                                  | DNS     | [ 5 ]  |
| Elvira Öberg                                                      | bieg indywidualny kobiet   | 45:55.2                                   | 3 (0+1+2+0)                          | 13.     | [ 6 ]  |
| Elvira Öberg                                                      | bieg masowy kobiet         | 41:55.7                                   | 4 (1+0+0+3)                          | 9.      | [ 6 ]  |
| Elvira Öberg                                                      | bieg pościgowy kobiet      | 36:23.4                                   | 3 (0+1+2+0)                          | srebro  | [ 6 ]  |
| Elvira Öberg                                                      | sprint kobiet              | 21:15,2                                   | 0 (0+0)                              | srebro  | [ 6 ]  |
| Hanna Öberg                                                       | bieg indywidualny kobiet   | 46:35.8                                   | 3 (0+2+0+1)                          | 16.     | [ 7 ]  |
| Hanna Öberg                                                       | bieg masowy kobiet         | 44:03.2                                   | 7 (0+3+1+3)                          | 25.     | [ 7 ]  |
| Hanna Öberg                                                       | bieg pościgowy kobiet      | 38:11.3                                   | 6 (1+0+3+2)                          | 18.     | [ 7 ]  |
| Hanna Öberg                                                       | sprint kobiet              | 22:19.1                                   | 3 (1+2)                              | 19.     | [ 7 ]  |
| Linn Persson                                                      | bieg indywidualny kobiet   | 46:22.3                                   | 2 (0+0+1+1)                          | 15.     | [ 8 ]  |
| Linn Persson                                                      | bieg masowy kobiet         | 43:46.6                                   | 8 (0+2+3+3)                          | 24.     | [ 8 ]  |
| Linn Persson                                                      | bieg pościgowy kobiet      | 36:54.1                                   | 2 (0+0+1+1)                          | 5.      | [ 8 ]  |
| Linn Persson                                                      | sprint kobiet              | 21:50.2                                   | 1 (0+1)                              | 12.     | [ 8 ]  |
| Martin Ponsiluoma                                                 | bieg indywidualny mężczyzn | 51:16.8                                   | 3 (2+0+0+1)                          | 12.     | [ 9 ]  |
| Martin Ponsiluoma                                                 | bieg masowy mężczyzn       | 38:54.7                                   | 2 (1+0+0+1)                          | srebro  | [ 9 ]  |
| Martin Ponsiluoma                                                 | bieg pościgowy mężczyzn    | 42:27.0                                   | 9 (2+3+4+0)                          | 11.     | [ 9 ]  |
| Martin Ponsiluoma                                                 | sprint mężczyzn            | 24:54.1                                   | 2 (0+2)                              | 6.      | [ 9 ]  |
| Sebastian Samuelsson                                              | bieg indywidualny mężczyzn | 52:51.7                                   | 3 (1+1+1+0)                          | 30.     | [ 10 ] |
| Sebastian Samuelsson                                              | bieg masowy mężczyzn       | 41:01.0                                   | 4 (0+0+1+3)                          | 11.     | [ 10 ] |
| Sebastian Samuelsson                                              | bieg pościgowy mężczyzn    | 42:10.2                                   | 5 (1+2+2+0)                          | 8.      | [ 10 ] |
| Sebastian Samuelsson                                              | sprint mężczyzn            | 24:52.4                                   | 1 (1+0)                              | 5.      | [ 10 ] |
| Malte Stefansson                                                  | DNS                        | DNS                                       | DNS                                  | DNS     | [ 11 ] |
| Linn Persson Mona Brorsson Hanna Öberg Elvira Öberg               | sztafeta kobiet            | 17:24,9 17:45,9 17:58,4 17:54,7 1:11:03,9 | 0+0 0+1 0+0 0+0 0+1 0+3 0+0 0+1 0+6  | złoto   | [ 12 ] |
| Peppe Femling Jesper Nelin Martin Ponsiluoma Sebastian Samuelsson | sztafeta mężczyzn          | 20:18,5 21:01,5 20:05,0 20:14,6 1:21:39,6 | 0+1 0+3 1+3 0+1 0+3 0+1 0+0 0+1 1+13 | 5.      | [ 13 ] |
| Hanna Öberg Elvira Öberg Martin Ponsiluoma Sebastian Samuelsson   | sztafeta mieszana          | 18:02,6 18:13,8 15:41,1 15:29,1 1:07:26,6 | 0+2 0+1 0+3 0+2 0+0 0+3 0+2 0+0 0+13 | 4.      | [ 14 ] |

### Biegi narciarskie
| Zawodnik                                                    | Konkurencja                | Kwalifikacje | Kwalifikacje | Ćwierćfinały | Ćwierćfinały | Półfinały | Półfinały | Finał                                     | Finał   | Źródło |
| Zawodnik                                                    | Konkurencja                | Czas         | Miejsce      | Czas         | Miejsce      | Czas      | Miejsce   | Czas                                      | Miejsce | Źródło |
| ----------------------------------------------------------- | -------------------------- | ------------ | ------------ | ------------ | ------------ | --------- | --------- | ----------------------------------------- | ------- | ------ |
| Ebba Andersson                                              | bieg indywidualny kobiet   | —            | —            | —            | —            | —         | —         | 28:57.2                                   | 6.      | [ 15 ] |
| Ebba Andersson                                              | bieg łączony kobiet        | —            | —            | —            | —            | —         | —         | 45:41.3                                   | 10.     | [ 15 ] |
| Ebba Andersson                                              | bieg masowy kobiet         | —            | —            | —            | —            | —         | —         | 1:27:35.5                                 | 8.      | [ 15 ] |
| Jens Burman                                                 | bieg indywidualny mężczyzn | —            | —            | —            | —            | —         | —         | 39:26.8                                   | 8.      | [ 16 ] |
| Jens Burman                                                 | bieg łączony mężczyzn      | —            | —            | —            | —            | —         | —         | 1:21:43.3                                 | 24.     | [ 16 ] |
| Jens Burman                                                 | bieg masowy mężczyzn       | —            | —            | —            | —            | —         | —         | 1:14:22.3                                 | 16.     | [ 16 ] |
| Maja Dahlqvist                                              | sprint kobiet              | 3:18.05      | 6. Q         | 3:21.03      | 1. Q         | 3:12.94   | 3. q      | 3:12.56                                   | srebro  | [ 17 ] |
| Anna Dyvik                                                  | sprint kobiet              | 3:19.15      | 9. Q         | 3:19.00      | 4.           | NQ        | NQ        | NQ                                        | 17.     | [ 18 ] |
| Marcus Grate                                                | sprint mężczyzn            | 2:52.14      | 18. Q        | 2:53.71      | 3.           | NQ        | NQ        | NQ                                        | 16.     | [ 19 ] |
| Calle Halfvarsson                                           | bieg indywidualny mężczyzn | —            | —            | —            | —            | —         | —         | 40:46.8                                   | 26.     | [ 20 ] |
| Calle Halfvarsson                                           | bieg łączony mężczyzn      | —            | —            | —            | —            | —         | —         | 1:22:56.3                                 | 30.     | [ 20 ] |
| Calle Halfvarsson                                           | bieg masowy mężczyzn       | —            | —            | —            | —            | —         | —         | 1:16:47.6                                 | 38.     | [ 20 ] |
| Johan Häggström                                             | bieg indywidualny mężczyzn | —            | —            | —            | —            | —         | —         | 40:30.9                                   | 21.     | [ 21 ] |
| Johan Häggström                                             | sprint mężczyzn            | 2:50.61      | 8. Q         | 2:58.01      | 3.           | NQ        | NQ        | NQ                                        | 13.     | [ 21 ] |
| Leo Johansson                                               | bieg łączony mężczyzn      | —            | —            | —            | —            | —         | —         | 1:24:59.6                                 | 37.     | [ 22 ] |
| Leo Johansson                                               | bieg masowy mężczyzn       | —            | —            | —            | —            | —         | —         | 1:17:16.5                                 | 39.     | [ 22 ] |
| Charlotte Kalla                                             | bieg indywidualny kobiet   | —            | —            | —            | —            | —         | —         | 30:07.6                                   | 20.     | [ 23 ] |
| Charlotte Kalla                                             | bieg łączony kobiet        | —            | —            | —            | —            | —         | —         | 47:53.8                                   | 19.     | [ 23 ] |
| Charlotte Kalla                                             | bieg masowy kobiet         | —            | —            | —            | —            | —         | —         | 1:34:45.4                                 | 35.     | [ 23 ] |
| Frida Karlsson                                              | bieg indywidualny kobiet   | —            | —            | —            | —            | —         | —         | 29:28.0                                   | 12.     | [ 24 ] |
| Frida Karlsson                                              | bieg łączony kobiet        | —            | —            | —            | —            | —         | —         | 44:56.2                                   | 5.      | [ 24 ] |
| Moa Olsson                                                  | bieg łączony kobiet        | —            | —            | —            | —            | —         | —         | 50:12.8                                   | 45.     | [ 25 ] |
| Anton Persson                                               | sprint mężczyzn            | 2:53.71      | 27. Q        | 2:53.35      | 5.           | NQ        | NQ        | NQ                                        | 24.     | [ 26 ] |
| William Poromaa                                             | bieg indywidualny mężczyzn | —            | —            | —            | —            | —         | —         | 39:42.5                                   | 10.     | [ 27 ] |
| William Poromaa                                             | bieg łączony mężczyzn      | —            | —            | —            | —            | —         | —         | 1:19:03.7                                 | 6.      | [ 27 ] |
| William Poromaa                                             | bieg masowy mężczyzn       | —            | —            | —            | —            | —         | —         | 1:12:29.1                                 | 9.      | [ 27 ] |
| Emma Ribom                                                  | bieg indywidualny kobiet   | —            | —            | —            | —            | —         | —         | 30:05.8                                   | 19.     | [ 28 ] |
| Emma Ribom                                                  | bieg masowy kobiet         | —            | —            | —            | —            | —         | —         | 1:32:27.8                                 | 29.     | [ 28 ] |
| Emma Ribom                                                  | sprint kobiet              | 3:19.99      | 11. Q        | 3:18.44      | 2. Q         | 3:15.22   | 1. Q      | 3:20.79                                   | 6.      | [ 28 ] |
| Jonna Sundling                                              | sprint kobiet              | 3:09.03      | 1. Q         | 3:15.48      | 1. Q         | 3:11.94   | 1. Q      | 3:09.68                                   | złoto   | [ 29 ] |
| Jonna Sundling                                              | bieg masowy kobiet         | —            | —            | —            | —            | —         | —         | 1:27:29.4                                 | 4.      | [ 29 ] |
| Oskar Svensson                                              | sprint mężczyzn            | 2:52.07      | 17. Q        | 2:52.26      | 3. q         | 2:51.22   | 3 q       | 3:04.23                                   | 6.      | [ 30 ] |
| Maja Dahlqvist Jonna Sundling                               | sprint drużynowy kobiet    | —            | —            | —            | —            | 23:01,40  | 3. Q      | 22:10,02                                  | srebro  | [ 31 ] |
| William Poromaa Oskar Svensson                              | sprint drużynowy mężczyzn  | —            | —            | —            | —            | 20:07,57  | 2. Q      | 19:38,05                                  | 4.      | [ 32 ] |
| Maja Dahlqvist Ebba Andersson Frida Karlsson Jonna Sundling | sztafeta kobiet            | —            | —            | —            | —            | —         | —         | 14:41,1 14:07,3 12:48,5 12:24,8 54:01,7   | brąz    | [ 33 ] |
| Oskar Svensson William Poromaa Jens Burman Johan Häggström  | sztafeta mężczyzn          | —            | —            | —            | —            | —         | —         | 31:16,0 29:30,4 27:08,3 29:05,7 1:57:00,4 | 4.      | [ 34 ] |

### Curling
| Drużyna                                                                           | Konkurencja            | Faza grupowa            | Faza grupowa              | Faza grupowa     | Faza grupowa      | Faza grupowa               | Faza grupowa                        | Faza grupowa     | Faza grupowa                        | Faza grupowa             | Faza grupowa | Półfinały                 | Finał/3.miejsce         | Pozycja | Źródło |
| Drużyna                                                                           | Konkurencja            | Przeciwnik Wynik        | Przeciwnik Wynik          | Przeciwnik Wynik | Przeciwnik Wynik  | Przeciwnik Wynik           | Przeciwnik Wynik                    | Przeciwnik Wynik | Przeciwnik Wynik                    | Przeciwnik Wynik         | Pozycja      | Przeciwnik Wynik          | Przeciwnik Wynik        | Pozycja | Źródło |
| --------------------------------------------------------------------------------- | ---------------------- | ----------------------- | ------------------------- | ---------------- | ----------------- | -------------------------- | ----------------------------------- | ---------------- | ----------------------------------- | ------------------------ | ------------ | ------------------------- | ----------------------- | ------- | ------ |
| Anna Hasselborg, Sara McManus, Agnes Knochenhauer, Sofia Mabergs, Johanna Heldin  | turniej kobiet         | Japonia · W 8:5         | Wielka Brytania · P 2:8   | Kanada · W 7:6   | Chiny · P 6:9     | Stany Zjednoczone · W 10:4 | Szwajcaria · W 6:5                  | Dania · W 9:3    | Rosyjski Komitet Olimpijski · W 8:5 | Korea Południowa · W 8:4 | 2. Q         | Wielka Brytania · P 11:12 | Szwajcaria · W 9:7      | brąz    | [ 35 ] |
| Niklas Edin, Oskar Eriksson, Rasmus Wranå, Christoffer Sundgren, Daniel Magnusson | turniej mężczyzn       | Chiny · W 6:4           | Stany Zjednoczone · W 7:4 | Włochy · W 9:4   | Kanada · W 7:4    | Norwegia · W 6:4           | Rosyjski Komitet Olimpijski · W 7:5 | Dania · W 8:3    | Wielka Brytania · P 6:7             | Szwajcaria · P 8:10      | 2. Q         | Kanada · W 5:3            | Wielka Brytania · W 5:4 | złoto   | [ 36 ] |
| Oskar Eriksson, Almida de Val                                                     | turniej par mieszanych | Wielka Brytania · P 5:9 | Czechy · W 7:4            | Chiny · W 7:6    | Australia · W 7:6 | Stany Zjednoczone · P 7:8  | Szwajcaria · W 6:1                  | Kanada · W 6:2   | Norwegia · P 2:6                    | Włochy · P 8:12          | 4. Q         | Włochy · P 1:8            | Wielka Brytania · W 9:3 | brąz    | [ 37 ] |

### Hokej na lodzie
| Drużyna                        | Konkurencja      | Faza grupowa     | Faza grupowa     | Faza grupowa     | Faza grupowa     | Faza grupowa | Runda kwalifikacyjna | Ćwierćfinały     | Półfinały                           | Finał             | Pozycja | Źródło |
| Drużyna                        | Konkurencja      | Przeciwnik Wynik | Przeciwnik Wynik | Przeciwnik Wynik | Przeciwnik Wynik | Pozycja      | Przeciwnik Wynik     | Przeciwnik Wynik | Przeciwnik Wynik                    | Przeciwnik Wynik  | Pozycja | Źródło |
| ------------------------------ | ---------------- | ---------------- | ---------------- | ---------------- | ---------------- | ------------ | -------------------- | ---------------- | ----------------------------------- | ----------------- | ------- | ------ |
| Reprezentacja Szwecji kobiet   | turniej kobiet   | Japonia P 1:3    | Czechy P 1:3     | Chiny W 2:1      | Dania W 3:1      | 3. Q         | —                    | Kanada P 0:11    | NQ                                  | NQ                | 8.      | [ 38 ] |
| Reprezentacja Szwecji mężczyzn | turniej mężczyzn | Łotwa W 3:2      | Słowacja W 4:1   | Finlandia P 3:4  | —                | 2. Q         | BYE                  | Kanada W 2:0     | Rosyjski Komitet Olimpijski · P 1:2 | Słowacja P 0:4 FB | 4.      | [ 39 ] |

Skład reprezentacji Szwecji kobiet
Bramkarki: Ida Boman, Sara Grahn, Emma Söderberg, Obrończynie: Jessica Adolfsson, Emmy Alasalmi, Emma Berglund, Johanna Fällman, Linnea Hedin, Anna Kjellbin, Maja Nylén Persson, Mina Waxin, Napastniczki: Josefin Bouveng, Olivia Carlsson, Sara Hjalmarsson, Linnea Johansson, Lisa Johansson, Lina Ljungblom, Michelle Löwenhielm, Sofie Lundin, Emma Murén, Emma Nordin, Hanna Olsson, Felizia Wikner-Zienkiewicz Trener: Ulf Lundberg
Skład reprezentacji Szwecji mężczyzn
Bramkarze: Magnus Hellberg, Lars Johansson, Adam Reideborn; Obrońcy: Lukas Bengtsson, Oscar Fantenberg, Christian Folin, Philip Holm, Linus Hultström, Theodor Lennström, Jonathan Pudas, Henrik Tömmernes; Napastnicy: Daniel Brodin, Mathias Bromé, Jacob de la Rose, Dennis Everberg, Max Friberg, Pontus Holmberg, Linus Johansson, Carl Klingberg, Marcus Krüger, Anton Lander, Joakim Nordström, Fredrik Olofsson, Gustav Rydahl, Lucas Wallmark; Trener: Johan Garpenlöv

### Łyżwiarstwo figurowe
| Zawodnik          | Konkurencja | SP     | SP    | FS     | FS   | Nota łączna | Nota łączna | Źródło |
| Zawodnik          | Konkurencja | Punkty | Poz.  | Punkty | Poz. | Punkty      | Poz.        | Źródło |
| ----------------- | ----------- | ------ | ----- | ------ | ---- | ----------- | ----------- | ------ |
| Nikołaj Majorow   | soliści     | 78,54  | 20. Q | 142,24 | 21.  | 220,78      | 21.         | [ 40 ] |
| Josefin Taljegård | solistki    | 54,51  | 26.   | NQ     | NQ   | 54,51       | 26.         | [ 41 ] |

### Łyżwiarstwo szybkie
| Zawodnik          | Konkurencja      | Finał    | Finał  | Finał   | Źródło |
| Zawodnik          | Konkurencja      | Czas     | Strata | Miejsce | Źródło |
| ----------------- | ---------------- | -------- | ------ | ------- | ------ |
| Nils van der Poel | 5000 m mężczyzn  | 6:08,84  | –      | złoto   | [ 42 ] |
| Nils van der Poel | 10000 m mężczyzn | 12:30,74 | –      | złoto   | [ 42 ] |

### Narciarstwo alpejskie
| Zawodnik              | Konkurencja            | 1 przejazd | 1 przejazd | 2 przejazd | 2 przejazd | Łącznie | Łącznie | Źródło |
| Zawodnik              | Konkurencja            | Czas       | Pozycja    | Czas       | Pozycja    | Czas    | Pozycja | Źródło |
| --------------------- | ---------------------- | ---------- | ---------- | ---------- | ---------- | ------- | ------- | ------ |
| Hanna Aronsson Elfman | slalom gigant kobiet   | 1:00.19    | 22.        | DNF        | DNF        | DNF     | DNF     | [ 43 ] |
| Elsa Fermbäck         | slalom kobiet          | 55.26      | 28.        | 54.07      | 27.        | 1:49.33 | 28.     | [ 44 ] |
| Sara Hector           | slalom kobiet          | 52.29      | 3.         | DNF        | DNF        | DNF     | DNF     | [ 45 ] |
| Sara Hector           | slalom gigant kobiet   | 57.56      | 1.         | 58.13      | 8.         | 1:55.69 | złoto   | [ 45 ] |
| Kristoffer Jakobsen   | slalom mężczyzn        | DNF        | DNF        | NQ         | NQ         | DNF     | DNF     | [ 46 ] |
| Hilma Lövblom         | slalom gigant kobiet   | 1:01.18    | 27.        | DNF        | DNF        | DNF     | DNF     | [ 47 ] |
| Mattias Rönngren      | slalom gigant mężczyzn | 1:04.48    | 13.        | DNF        | DNF        | DNF     | DNF     | [ 48 ] |
| Charlotta Säfvenberg  | slalom kobiet          | 55.25      | 27.        | 53.45      | 21.        | 1:48.70 | 24.     | [ 49 ] |
| Anna Swenn-Larsson    | slalom kobiet          | 53.44      | 11.        | 52.87      | 6.         | 1:46.31 | 9.      | [ 50 ] |

drużynowe
| Zawodnicy                                                                | Konkurencja      | 1/8 finału       | Ćwierćfinał      | Półfinał         | Mecz o brązowy medal | Finał            | Miejsce | Źródło |
| Zawodnicy                                                                | Konkurencja      | Przeciwnik Wynik | Przeciwnik Wynik | Przeciwnik Wynik | Przeciwnik Wynik     | Przeciwnik Wynik | Miejsce | Źródło |
| ------------------------------------------------------------------------ | ---------------- | ---------------- | ---------------- | ---------------- | -------------------- | ---------------- | ------- | ------ |
| Hanna Aronsson Elfman Hilma Lövblom Kristoffer Jakobsen Mattias Rönngren | zawody drużynowe | Niemcy · P 1–3   | NQ               | NQ               | NQ                   | NQ               | 13.     | [ 51 ] |

### Narciarstwo dowolne
big air, halfpipe i slopestyle
| Zawodnik         | Konkurencja         | Kwalifikacje | Kwalifikacje | Kwalifikacje | Kwalifikacje | Kwalifikacje | Finał | Finał | Finał | Finał  | Miejsce | Źródło |
| Zawodnik         | Konkurencja         | Z1           | Z2           | Z3           | W            | M            | Z1    | Z2    | Z3    | W      | Miejsce | Źródło |
| ---------------- | ------------------- | ------------ | ------------ | ------------ | ------------ | ------------ | ----- | ----- | ----- | ------ | ------- | ------ |
| Hugo Burvall     | big air mężczyzn    | 47.25        | 55.25        | 46.00        | 101.25       | 24.          | NQ    | NQ    | NQ    | NQ     | 24.     | [ 52 ] |
| Hugo Burvall     | slopestyle mężczyzn | 33.40        | 28.58        | —            | 33.40        | 28.          | NQ    | NQ    | NQ    | NQ     | 28.     | [ 52 ] |
| Henrik Harlaut   | big air mężczyzn    | 93,00        | 83,50        | 42,00        | 176,50       | 4. Q         | 86,00 | 90,00 | 91,00 | 181,00 | brąz    | [ 53 ] |
| Henrik Harlaut   | slopestyle mężczyzn | 37.70        | 48.16        | —            | 48.16        | 21.          | NQ    | NQ    | NQ    | NQ     | 21.     | [ 53 ] |
| Oliwer Magnusson | big air mężczyzn    | 88,00        | 89,25        | 84,00        | 177,25       | 3. Q         | 87,50 | 79,00 | 90,75 | 178,25 | 4.      | [ 54 ] |
| Oliwer Magnusson | slopestyle mężczyzn | 73.46        | 39.16        | —            | 73.46        | 12. Q        | 23.75 | 22.75 | 40.46 | 40.46  | 11.     | [ 54 ] |
| Jesper Tjäder    | big air mężczyzn    | 34,75        | 91,75        | 78,25        | 170,00       | 12. Q        | 77,25 | 78,25 | 92,00 | 170,25 | 7.      | [ 55 ] |
| Jesper Tjäder    | slopestyle mężczyzn | 59.15        | 79.38        | —            | 79.38        | 4. Q         | 85.35 | 16.11 | 37.33 | 85.35  | brąz    | [ 55 ] |

jazda po muldach
| Zawodnicy         | Konkurencja               | Kwalifikacje | Kwalifikacje | Kwalifikacje | Kwalifikacje | Kwalifikacje | Kwalifikacje | Finał      | Finał      | Finał      | Finał      | Finał      | Finał      | Finał      | Finał      | Finał      | Miejsce | Źródło |
| Zawodnicy         | Konkurencja               | Przejazd 1   | Przejazd 1   | Przejazd 1   | Przejazd 2   | Przejazd 2   | Przejazd 2   | Przejazd 1 | Przejazd 1 | Przejazd 1 | Przejazd 2 | Przejazd 2 | Przejazd 2 | Przejazd 3 | Przejazd 3 | Przejazd 3 | Miejsce | Źródło |
| Zawodnicy         | Konkurencja               | Czas         | Punkty       | Miejsce      | Czas         | Punkty       | Miejsce      | Czas       | Punkty     | Miejsce    | Czas       | Punkty     | Miejsce    | Czas       | Punkty     | Miejsce    | Miejsce | Źródło |
| ----------------- | ------------------------- | ------------ | ------------ | ------------ | ------------ | ------------ | ------------ | ---------- | ---------- | ---------- | ---------- | ---------- | ---------- | ---------- | ---------- | ---------- | ------- | ------ |
| Felix Elofsson    | jazda po muldach mężczyzn | 25.18        | 73.24        | 19.          | 25.24        | 78.87        | 1. Q         | 25.36      | 74.97      | 17.        | NQ         | NQ         | NQ         | NQ         | NQ         | NQ         | 17.     | [ 56 ] |
| Oskar Elofsson    | jazda po muldach mężczyzn | 25.94        | 69.26        | 26.          | 24.85        | 73.52        | 12.          | NQ         | NQ         | NQ         | NQ         | NQ         | NQ         | NQ         | NQ         | NQ         | 22.     | [ 57 ] |
| Ludvig Fjällström | jazda po muldach mężczyzn | 25.69        | 76.20        | 7. Q         | BYE          | BYE          | BYE          | 24.85      | 75.37      | 15.        | NQ         | NQ         | NQ         | NQ         | NQ         | NQ         | 15.     | [ 58 ] |
| Walter Wallberg   | jazda po muldach mężczyzn | 24.16        | 79.12        | 2. Q         | BYE          | BYE          | BYE          | 23.63      | 78.05      | 4. Q       | 24.10      | 80.33      | 1. Q       | 23.70      | 83.23      | 1.         | złoto   | [ 59 ] |

skicross
| Zawodnicy        | Konkurencja       | Rozstawienie | Rozstawienie | 1/8 finału | Ćwierćfinał | Półfinał | Finał/Finał B | Miejsce | Źródło |
| Zawodnicy        | Konkurencja       | Czas         | Miejsce      | Pozycja    | Pozycja     | Pozycja  | Pozycja       | Miejsce | Źródło |
| ---------------- | ----------------- | ------------ | ------------ | ---------- | ----------- | -------- | ------------- | ------- | ------ |
| Viktor Andersson | skicross mężczyzn | 1:13.49      | 23.          | 4.         | NQ          | NQ       | NQ            | 27.     | [ 60 ] |
| Elliott Baralo   | skicross mężczyzn | 1:13.82      | 28.          | 4.         | NQ          | NQ       | NQ            | 29.     | [ 61 ] |
| Alexandra Edebo  | skicross kobiet   | 1:18.49      | 10.          | 2. Q       | 4.          | NQ       | NQ            | 13.     | [ 62 ] |
| David Mobärg     | skicross mężczyzn | 1:12.97      | 13.          | 3.         | NQ          | NQ       | NQ            | 19.     | [ 63 ] |
| Erik Mobärg      | skicross mężczyzn | 1:13.01      | 14.          | 1. Q       | 1. Q        | 1. Q     | 4.            | 4.      | [ 64 ] |
| Sandra Näslund   | skicross kobiet   | 1:15.21      | 1.           | 1. Q       | 1. Q        | 1. Q     | 1.            | złoto   | [ 65 ] |

### Saneczkarstwo
| Zawodnik      | Konkurencja      | 1. przejazd | 1. przejazd | 2. przejazd | 2. przejazd | 3. przejazd | 3. przejazd | 4. przejazd | 4. przejazd | Suma     | Suma    | Źródło |
| Zawodnik      | Konkurencja      | Czas        | Miejsce     | Czas        | Miejsce     | Czas        | Miejsce     | Czas        | Miejsce     | Czas     | Miejsce | Źródło |
| ------------- | ---------------- | ----------- | ----------- | ----------- | ----------- | ----------- | ----------- | ----------- | ----------- | -------- | ------- | ------ |
| Svante Kohala | jedynki mężczyzn | 58,517      | 21.         | 58,779      | 20.         | 58,368      | 18.         | 58,333      | 19.         | 3:53,997 | 20.     | [ 66 ] |
| Tove Kohala   | jedynki kobiet   | 59,533      | 20.         | 59,776      | 21.         | 59,333      | 23.         | 1:02,431    | 20.         | 4:01,073 | 20.     | [ 67 ] |

### Skoki narciarskie
| Zawodnik      | Konkurencja              | Kwalifikacje | Kwalifikacje | Kwalifikacje | Runda 1.  | Runda 1. | Runda 1. | Runda 2.  | Runda 2. | Runda 2. | Suma   | Suma    | Źródło |
| Zawodnik      | Konkurencja              | Odległość    | Punkty       | Miejsce      | Odległość | Punkty   | Miejsce  | Odległość | Punkty   | Miejsce  | Punkty | Miejsce | Źródło |
| ------------- | ------------------------ | ------------ | ------------ | ------------ | --------- | -------- | -------- | --------- | -------- | -------- | ------ | ------- | ------ |
| Frida Westman | skocznia normalna kobiet | —            | —            | —            | 87,0      | 80,9     | 21. Q    | 90,0      | 94,6     | 10.      | 175,5  | 16.     | [ 68 ] |

### Snowboarding
| Zawodnik        | Konkurencja         | Kwalifikacje | Kwalifikacje | Kwalifikacje | Kwalifikacje | Kwalifikacje | Finał | Finał | Finał | Finał | Miejsce | Źródło |
| Zawodnik        | Konkurencja         | Z1           | Z2           | Z3           | W            | M            | Z1    | Z2    | Z3    | W     | Miejsce | Źródło |
| --------------- | ------------------- | ------------ | ------------ | ------------ | ------------ | ------------ | ----- | ----- | ----- | ----- | ------- | ------ |
| Niklas Mattsson | big air mężczyzn    | 18,50        | 80,75        | 21,75        | 102,50       | 20.          | NQ    | NQ    | NQ    | NQ    | 20.     | [ 69 ] |
| Niklas Mattsson | slopestyle mężczyzn | 24,18        | 20,55        | —            | 24,18        | 30.          | NQ    | NQ    | NQ    | NQ    | 30.     | [ 69 ] |
| Sven Thorgren   | big air mężczyzn    | 80,75        | 70,25        | 33,75        | 151,00       | 7. Q         | 25,25 | 67,00 | 21,50 | 88,50 | 11.     | [ 70 ] |
| Sven Thorgren   | slopestyle mężczyzn | 40,73        | 34,71        | —            | 40,73        | 24.          | NQ    | NQ    | NQ    | NQ    | 24.     | [ 70 ] |